# Luka Kotrulja
Luka Kotrulja (6 juni 1998) is een Kroatisch basketballer.

## Carrière
Kotrulja speelde in de jeugd van KK Split en maakte zijn debuut voor de club in 2013 op 15-jarige leeftijd. In 2016 tekende hij een contract bij landskampioen BC Oostende. Hij wist niet meteen door te breken bij Oostende maar speelde wel enkele wedstrijden voor de eerste ploeg. Hij speelde het meest voor de tweede ploeg BC Gistel-Oostende. 
Hij tekende in 2019 een contract bij de Leuven Bears waar hij twee seizoenen speelde, in het tweede seizoen wist hij zich in de basis te spelen. In 2021 tekende hij een contract bij Kangoeroes Mechelen waar hij wel weer bankzitter werd maar wel 28 wedstrijden speelde en de finale van het landskampioenschap verloren tegen Oostende. In juni 2023 tekende hij een contract bij Brussels Basketball en speelde er tot in begin februari 2024.
Hij keerde daarop terug naar Kroatië en tekende bij KK Vrijednosnice Osijek.

## Erelijst
- Belgisch landskampioen: 2017, 2018, 2019
- Belgisch bekerwinnaar: 2019